# Паренаго, Сергей Николаевич
Сергей Николаевич Паренаго (1866, с. Березовка, Алексинский уезд Тульская губерния — после 1936) — российский советский врач, доктор медицины, директор курорта Старорусских минеральных вод, краевед, член Общества любителей древности, Герой Труда.

## Биография
Происходил из старинного воронежского дворянского рода. Родился в 1866 г. в имении отца — селе Березовка Алексинского уезда Тульской губернии.
1889 г. окончил Военно-Медицинскую академию и получил звание «лекаря».
1891-92 гг. начал работу младшим врачом 1 флотского экипажа в Кронштадте.
1893-94 гг. — младший врач 7 флотского экипажа в Кронштадте.
1895-96 гг. — младший врач 9 флотского экипажа в Кронштадте.
1897-98 гг. — младший врач 4 флотского экипажа в Кронштадте.
1897 г. — подготовка к защите диссертации на степень «доктора медицины» по теме «Опыт сравнительного исследования способности нормального глаза различать соседние цвета призматического спектра». Работа произведена во время плавания на крейсере 1 ранга «Адмирал Корнилов» (изд. в Санкт-Петербурге, типо-лит. насл. И. А. Фролова, 111 с., 22 черт., 1897). Им были изданы ещё несколько работ: «Санитарная помощь раненым в бою на судах флота», «Санитарные условия морской войны и плавучие госпиталя» и другие.
1899 г. — в чине надворного советника в звании «лекарь» работал младшим врачом гвардейского экипажа в Санкт-Петербурге.
1900 г. — старший врач гвардейского экипажа в Санкт-Петербурге.
1902 — врач броненосного крейсера «Адмирал Нахимов».
до 1905 г. — в чине коллежского советника и степени доктора медицины по специализации «Внутренние болезни» становится врачом Управления Кавказских минеральных вод, проживает в Пятигорске Терской губернии.
1908 г. — получает чин статского советника, работает врачом на Кавказских мин. водах.
1909-16 г. — Директор минеральных вод Старая Русса, Новгородская губерния.
(Информация о работе по изданию «Российский медицинский список» за 1890—1916 гг.)
В 1911 г. пишет книгу «Путеводитель по Старорусским минеральным водам», где описывает местоположение курорта, его ресурсы, материально-техническое оснащение, культурное обслуживание, питание, помещает описание города Старая Русса и прилегающих территорий.
1917-29 гг. — директор курорта минеральных вод «Старая Русса». Благодаря его деятельности, курорт был расширен и усовершенствован: было увеличено здание грязелечебницы, рационализирована добыча грязи, изобретён аппарат для растирания и подогрева грязи. При его непосредственном участии начато бурение «Нового источника» и углублено «Нижнее озеро». В 1929 году по инициативе Сергея Николаевича впервые в стране был организован зимний курортный сезон, что позволило увеличить пропускную способность курорта. Активное участие принимал Паренаго и в общественно-научной деятельности местного Общества врачей, выступая с докладами по многим вопросам и занимая пост председателя почти полтора десятка лет.
В 1928 г. пишет вторую книгу «Старая Русса». Курорт. 1828—1928 гг.", посвящённую 100-летию Старорусских минеральных вод.
В 1932 г. получает звание Героя Труда. На празднование столетия курорта приехал нарком Н. А. Семашко и заведующий отделом курортов при Наркомздраве Могилевич, которые «говорили о заслугах директора, который в трудных условиях революции, гражданской войны, в годы разрухи сумел сохранить курорт и организовать его работу как здравницы для трудящихся.», после чего ему было присвоено это почётное звание.
После 1936 г. уезжает из Старой Руссы, дальнейшая судьба неизвестна.

## Семья
Внук российского издателя и переводчика, составителя словарей Михаила Алексеевича Паренаго, брат контр-адмирала Александра Николаевича Паренаго.
Был женат. Жена, Клавдия Васильевна, похоронена на Симоновском кладбище в г. Старая Русса.

## Публикации
- Опыт сравнительного исследования способности нормального глаза различать соседние цвета призматического спектра : Работа произведена во время плавания на крейсере 1 ранга «Адмирал Корнилов» : Дис. на степ. д-ра медицины Сергея Николаевича Паренаго. — Санкт-Петербург : типо-лит. насл. И. А. Фролова, 1897. — 111 с. : черт.; 22. — (Серия докторских диссертаций, допущенных к защите в Военно-медицинской академии в 1896—1897 учебном году; № 40).
- Паренаго, С. Н., д-ръ. Путеводитель по Старорусскимъ минеральнымъ водамъ. Спб. 1912.
- Паренаго С. Н. Краткий исторический очерк города Старой Руссы. — Новгород, 1929. — 26 с.
- Старая Русса. Курорт 1828—1928: Юбилейный сборник / Под ред. С. Н. Паренаго с предисл. Н. А. Семашко. — М., 1928.
- Путеводитель по Старорусским минеральным водам : [Лечебный сезон 20 мая — 20 авг.] / Сост. д-р медицины С. Н. Паренаго. — Санкт-Петербург : Казен. упр. вод, 1915. — 75 с., 1 л. пл. : ил.; 22.

## Память
В честь С. Н. Паренаго названа улица в Старой Руссе.